# Ternuay-Melay-et-Saint-Hilaire
Ternuay-Melay-et-Saint-Hilaire é uma comuna francesa na região administrativa de Borgonha-Franco-Condado, no departamento de Alto Sona. Estende-se por uma área de 25,74 km². Em 2010 a comuna tinha 483 habitantes (densidade: 18,8 hab./km²).